# 地中海輝煌號
地中海輝煌號（英語：MSC Splendida）是地中海郵輪運營的一艘Fantasia級郵輪，是MSC Fantasia的姊妹船 ，兩艘郵輪同屬巴拿马型船隻。她是由STX France公司在法國圣纳泽尔建造 ，地中海輝煌號于2009年3月作为開始服役。地中海輝煌號在剛交付的時候，它與MSC Fantasia是當時所有欧洲邮轮公司中最大的兩艘郵輪。 2009年7月开始投入商業運營。 

## 历史
2005年11月16日，地中海郵輪與STX France公司簽訂兩艘郵輪建造合同，預計郵輪将于2009年春季交付。地中海輝煌號最初被命名为MSC Serenata，並於2007年4月12日开始建造。在2007年5月更名为地中海輝煌號（MSC Splendida），以反映该船的美丽和优雅。该船于2009年3月1日正式下水。地中海輝煌號于2009年5月21日开始海上试航，并于2009年5月27日成功完成首次试航。  该船于2009年7月4日正式交付给地中海郵輪。地中海輝煌號于2009年7月4日開始在地中海載客首航，並於7月11日順利返航。2009年7月12日，地中海輝煌號在巴塞罗那由索菲亚·罗兰正式命名。  

### 巴爾杜國家博物館袭击
2015年3月18日，地中海輝煌號和歌詩達迷人號一同停靠在突尼斯港口，船上的乘客下船前往巴爾杜國家博物館參觀。此時有襲擊者在巴爾杜國家博物館向游客开枪，来自日本、意大利、哥伦比亚、西班牙、英国、澳大利亚、波兰和法国的十二名乘客在事故中丧生。

## 航程表
地中海輝煌號计划在东南亚服务直至2020年夏季，隨後再前往北欧和地中海地區運營。

## 流行文化
地中海輝煌號曾在印度泰米尔语电影《Manmadan Ambu》中亮相。